# Salão
Salão ist eine portugiesische Gemeinde (Freguesia) im Kreis (Concelho) von Horta auf der Azoreninsel Faial.
Am Rande des Ortes befindet sich das 5 ha große Naturschutzgebiet Parque Florestal do Cabouco Velho.

## Geschichte und Sehenswürdigkeiten
Salão wurde ab etwa 1620 besiedelt, als Übersiedler aus Cedros sich hier niederließen.
Heute erreicht man Salão über eine Brücke, an deren Pfeiler die Jahreszahlen 1998, 1938 und 1883 an die Zerstörung der Brücke durch Erdbeben erinnern.
Zuletzt wurde der Ort am 9. Juli 1998 durch ein Erdbeben stark zerstört. Dabei stürzte auch die Pfarrkirche Igreja de Nossa Senhora do Socorro ein, die 1780 erbaut worden war und bis jetzt noch nicht wieder aufgebaut wurde.
Vom Erdbeben verschont blieben die Heilig-Geist-Kapelle Império do Divino Espírito Santo do Salão sowie der kleine Fischereihafen Porto do Salão mit seinem Naturschwimmbecken.

## Verwaltung
Salão ist Sitz einer gleichnamigen Gemeinde (Freguesia) im Kreis (Concelho) von Horta. In ihr leben 354 Einwohner (Stand 19. April 2021).
Folgende Orte und Ortsteile liegen in der Gemeinde:
- Arrabalde
- Barreiro
- Canto
- Carapeta
- Cela
- Lomba
- Salão